# Улькунди
Улькунди́ (рос. Улькунды, башк. Өлкөндө) — село у складі Дуванського району Башкортостану, Росія. Адміністративний центр Улькундинської сільської ради.
Населення — 1255 осіб (2010; 1464 у 2002).
Національний склад:
- татари — 93 %